# Platychelus litigiosus
Platychelus litigiosus är en skalbaggsart som beskrevs av Hermann Burmeister 1844. Platychelus litigiosus ingår i släktet Platychelus och familjen Melolonthidae. Inga underarter finns listade i Catalogue of Life.